# Дудкін Олексій Герасимович
Олексій Герасимович Дудкін (нар. 17 березня 1908, селище залізничної станції Розсош Воронезької губернії, тепер місто Розсош Воронезької області, Російська Федерація — 10 лютого 1984, місто Дніпропетровськ, тепер Дніпро Дніпропетровської області) — український радянський партійний діяч, 1-й секретар Криворізького міськкому КП(б)У Дніпропетровської області, секретар ЦК КП(б) Казахстану. Депутат Верховної Ради УРСР 3—4-го скликань.

## Біографія
Народився в родині слюсаря залізничної станції Розсош Воронезької губернії. У 1925 році вступив до комсомолу.
З червня 1926 по січень 1927 року — підручний слюсаря паровозного депо станції Розсош Південно-Східної залізниці. У січні 1927 — лютому 1929 року — курсант залізничної профспілкової школи на станції Борисоглібськ Південно-Східної залізниці.
У лютому — вересні 1929 року — слюсар паровозного депо на станції Глибока Південно-Східної залізниці. У вересні 1929 — березні 1930 року — слюсар паровозного депо на станції Розсош Південно-Східної залізниці. У березні — вересні 1930 року — помічник машиніста паровоза залізничного депо станції Розсош Південно-Східної залізниці.
У вересні 1930 — вересні 1931 року — студент Бежицького машинобудівного інституту.
У вересні 1931 — березні 1934 року — плановик планово-розподільчого бюро інструментального цеху № 1 Бежицького паровозобудівного заводу «Красный Профинтерн» Західної області РРФСР.
Член ВКП(б) з грудня 1931 року.
У березні 1934 — липні 1935 року — студент Бежицького машинобудівного інституту, здобув диплом інженера.
У липні 1935 — січні 1937 року — інженер із організації виробництва технічного відділу заводоуправління Уральського вагонобудівного заводу імені Дзержинського в місті Нижньому Тагілі. У січні — липні 1937 року — директор вагонобудівного технікуму, в липні 1937 — січні 1938 року — начальник школи фабрично-заводського учнівства (ФЗУ) при Уральському вагонобудівному заводі імені Дзержинського в місті Нижньому Тагілі.
З січня по грудень 1938 року — 2-й секретар Нижньо-Тагільського міського комітету ВКП(б) Свердловської області РРФСР.
У грудні 1938 — квітні 1939 року — відповідальний організатор відділу керівних партійних органів Управління кадрів ЦК ВКП(б). У квітні 1939 — травні 1940 року — завідувач сектора Управління кадрів ЦК ВКП(б).
З травня по червень 1940 року працював заступником завідувача відділу кадрів ЦК КП(б) Казахстану.
19 червня 1940 — серпень 1943 року — секретар ЦК КП(б) Казахстану з кадрів.
У 1943 — жовтні 1944 року — 1-й заступник голови виконавчого комітету Південно-Казахстанської обласної ради депутатів трудящих у місті Чимкенті.
У жовтні 1944 — грудні 1948 року — 1-й секретар Марганцевського міського комітету КП(б)У Дніпропетровської області.
У грудні 1948 — вересні 1955 року — 1-й секретар Криворізького міського комітету КП(б)У Дніпропетровської області.
У вересні 1955 — грудні 1956 року — слухач курсів перепідготовки 1-х секретарів обласних комітетів при ЦК КПРС.
У грудні 1956 — травні 1957 року — начальник управління робітничих кадрів Міністерства будівництва підприємств металургійної і хімічної промисловості Української РСР.
У травні 1957 — грудні 1960 року — голова правління Дніпропетровської обласної промислової ради. У грудні 1960 —  березні 1963 року — начальник Дніпропетровського обласного управління місцевої промисловості.
З березня по грудень 1963 року — заступник начальника, в грудні 1963 — січні 1966 року — начальник управління спеціалізації і кооперації Ради народного господарства Придніпровського економічного району.
У грудні 1965 — квітні 1971 року — начальник Дніпропетровського обласного управління місцевої промисловості.
З квітня 1971 по липень 1972 року перебував на пенсії. З липня по грудень 1972 року працював завідувачем пункту інформації Дніпропетровського обласного відділу із використання трудових ресурсів. З грудня 1972 по серпень 1973 року — на пенсії в Дніпропетровську.
У серпні 1973 — липні 1975 року — керівник групи освоєння нових виробів конструкторсько-технічного бюро, в липні 1975 — травні 1980 року — технолог технічного бюро Дніпропетровського дослідно-експериментального метало-механічного заводу.
З травня 1980 року — на пенсії в місті Дніпропетровську.

## Нагороди
- орден Леніна
- орден Трудового Червоного Прапора
- орден Знак Пошани
- медалі